# Delfina Vezzoli
Delfina Vezzoli (1944 – 14 novembre 2017) è stata una traduttrice italiana.
È nota soprattutto per avere tradotto tutta l'opera di Anaïs Nin e Underworld di Don DeLillo.

## Biografia
Dal 1972 al 1976 Delfina Vezzoli è stata editor di narrativa angloamericana della casa editrice Bompiani.
In seguito, oltre all'intera opera della Nin, ha tradotto in italiano dall'inglese molti autori anglosassoni. Sue le traduzioni di Lo zen e l’arte della manutenzione della motocicletta di Robert Pirsig, Underworld di Don DeLillo; diverse opere di Joan Didion, Jonathan Coe e Harold Brodkey.
Nel 2015 ha vinto il Premio Zanichelli per la traduzione, alla carriera.

## Traduzioni
- Harold Brodkey
 Storie in modo quasi classico, Mondadori 1985
 Questo buio feroce. Storia della mia morte, Fandango 2013
- Jonathan Coe
 Circolo chiuso, Feltrinelli 2004
 Disaccordi imperfetti, Feltrinelli 2005
 La pioggia prima che cada, Feltrinelli 2007
 I terribili segreti di Maxwell Sim, Feltrinelli 2010
 Expo 58, Feltrinelli 2013
- Don DeLillo
 Underworld, Einaudi 2014
   • Joan Didion
 Verso Betlemme. Scritti 1961-1968, Il Saggiatore 2008
 Blue nights, Il Saggiatore 2015
 The White Album, Il Saggiatore 2015
- David Leavitt
 Il matematico indiano, Mondadori 2007
 La lingua perduta delle gru, Mondadori 2009
- Anaïs Nin
 Diario. Vol. 1: 1931-1934, Bompiani 1966
 Diario. Vol. 2: 1934-1939, Bompiani 1967
 Diario. Vol. 3: 1939-1944, Bompiani 1969
 Diario. Vol. 4: 1944-1947, Bompiani 1971
 Diario. Vol. 5: 1947-1955, Bompiani 1974
 Diario. Vol. 6: 1955-1966, Bompiani 1976
 Il delta di Venere, Bompiani 1978
 Una spia nella casa dell'amore, Bompiani 1979
 Uccellini, Bompiani 1980
 Henry e June, Bompiani 1987
 D.H. Lawrence. Uno studio non accademico, Bompiani 1988
 Fuoco. Diario inedito senza censura 1934-1937, Bompiani 1996
- Joyce Carol Oates
 Ragazza nera ragazza bianca, Mondadori 2006
 Il maledetto, Mondadori 2013
- Robert M. Pirsig
 Lo zen e l'arte della manutenzione della motocicletta, Adelphi 1990
- Marilynne Robinson
 Le cure domestiche, Einaudi 2016
- Salman Rushdie
 Luka e il fuoco della vita, Mondadori 2010
- J.D. Salinger
 I giovani. Tre racconti, Il Saggiatore 2015
- Kurt Vonnegut
 Ghiaccio-nove, Feltrinelli 2003